# کریستیان داپلر
کریستین آندریاس داپلر (به آلمانی: Christian Andreas Doppler; ‎/ˈdɒplər/‎; آلمانی: [ˈdɔplɐ]) یک فیزیک‌دان و ریاضیدان اتریشی بود. او بیشتر به خاطر اثر داپلر -که فرکانس مشاهده شده یک موج به سرعت نسبی منبع و ناظر بستگی دارد- شهرت دارد.
اگرچه اثر داپلر معروف‌ترین کمک او به ادبیات علمی است، اما او طی بیست سال سابقه تدریس در اتریش، جمهوری چک و مجارستان امروزی بیش از پنجاه اثر در ریاضیات، فیزیک و نجوم تألیف کرد.